# Корвино Сан Куирико
Корвѝно Сан Куѝрико (на италиански: Corvino San Quirico, на местен диалект: Cruven, Крувен) е село и община в Северна Италия, провинция Павия, регион Ломбардия. Разположено е на 218 m надморска височина. Населението на общината е 1017 души (към 2017 г.).